# Йозеф Манес
Йозеф Манес (чеськ. Josef Mánes 12 травня, 1820, Прага — 9 грудня, 1871, Прага) — чеський художник, представник пізнього романтизму і історизму.

## Життєпис
Походив з родини художників. Брат батька і сам батько були художниками, орієнтованими на стиль німецького романтизма. Художницею була і старша сестра Йозефа Манеса (Амалія Манесова), що фінансово підтримувала молодшого брата і по смерті батьків стала головою родини.
Перші навички в малюванні і опануванні художніх технік отримав від свого батька. Художнє навчання продовжив у Художній академії міста Прага. Його викладачі — Франтішек Ткадлик (1786—1840) та Христіан Рубен (1805——1875). З викладачем Рубеном склалися погані стосунки, що ускладнило художню кар'єру Йозефа по закінченні академії.
По закінченні академії Йозеф Манес вібув у місто Мюнхен, що був відомим німецьким мистецьким центром. Відомості про два роки перебування у Мюнхені сумнівні, бо офіційно Йозеф не рахувався студентом. Ймовірно, він вивчав живопис самостійно (і вимушено економив гроші).

## Кохання до служниці
Родина вимушено жила разом, тому що це надавало можливість мати добробут і зовнішньо належати до заможної міщанської категорії. Антонін Манес одружився з донькою тесляра, але пихи і гордині в його родині не поменшало. В родині орієнтувались на дворянські звички і забобони, маючи самі ремісниче походження. Бо покровителями художника Антоніна Манеса були празькі нудьгуючі аристократи, котрих той навчав малюванню у власній приватній школі. Фінансовий стан родини погіршився після смерті Антоніна Манеса 1843 року і родина вимушено перебралась у дешеву квартиру.
Брат батька, Вацлав Манес, мешкав усе життя з родиною брата і не мав можливості створити власну родину. Через цей внутрішньо скрутний стан в родині зав'язався вузол проблем, котрий попсував життя і кохання і Йозефу Манесу.
Родина найняла служницю. Селянка Фанілка Штьовічкова 22-х років прибула у Прагу на заробітки. Йозеф був на п'ять років старший за молоду особу. Роман спалахнув і молодята покхали один одного. Вагітність неодруженої служниці Фанілки стала логічним продовженням кохання.
Вагітність служниці і шлюб з нею Йозефа Манеса сприйняли у родині як скандал, мезальянс і неприпустиму подію. Про шлюб із служницею і не йшлося. Позицію фінансово неспроможного на той час Йозефа погіршувала повна залежність від родини і авторитарної сестри Амалії Манесової. Не стала на бік сина і мати. Вони і зробили усе можливе, аби поруйнувати кохання сина зі служницею. Фанілка втратила місце роботи, а по народженню доньки одружилася з іншим. Йозеф ніколи не одружувався, а відвідував публічні будинки (звична практика малозаможних чоловіків у ХІХ ст.) Не мав можливості одружитися і брат Гвідо Манес, що холостякував до смерті.

## Дизайн і проекти костюмів

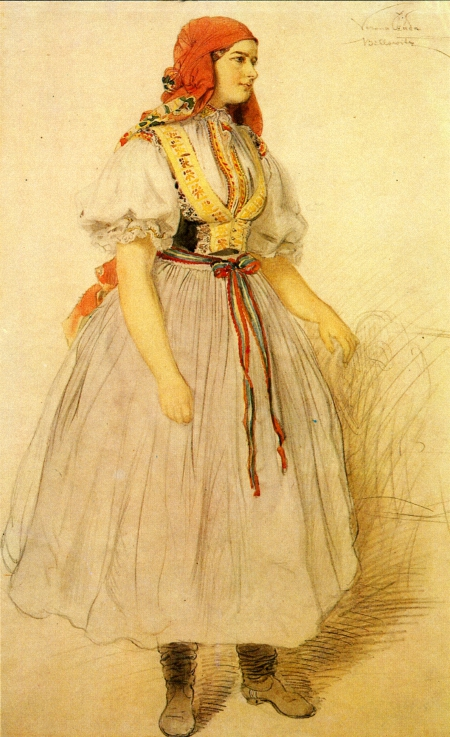
Йозеф Манес. «Веруня Чудова», ескіз народного костюма, 1854 р.
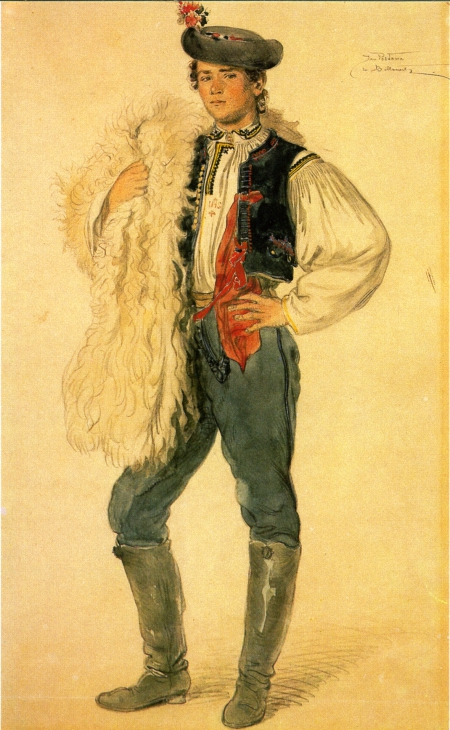
Йозеф Манес. «Ян Постава», ескіз народного костюма 1854.

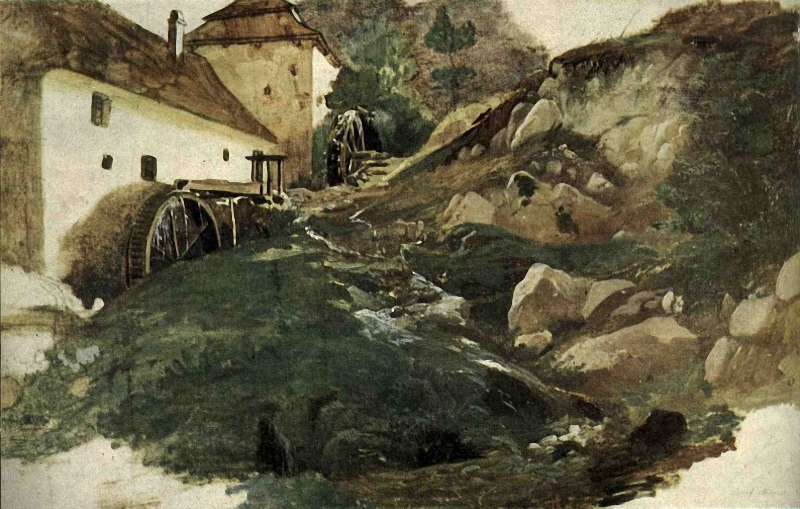
«Млин у горах», середина 19 ст.

Життя продовжувалось і Йозеф Манес кинувся робити художню кар'єру. Підтримку художник отримав від родини графів Сільва-Тарукка. Йозеф отримав запрошення на гостювання у їх садибу у Моравії. Стосунки з меценатами склалися добрими і Манес відвідуватиме графів Сільва-Тарукка найближчі 20 років і працюватиме по їх замовам.
Подорожі і перебування у сільській місцевості сприяли появі у творчості митця позитивних за настроями творів. Це сільська тематика з ідеалізацією сільської простоти і невимушених почуттів («Родина словаків з трьома дітьми»). Помітно значимими стануть пейзажі роботи Йозефа Манеса цього періоду, серед котрих «Сільський костел», «Млин у горах», акварельні замальовки трав, рослин і квітів.
Художник розробляв різні жанри — портрети аристократів, пейзажі, жанрові сценки, історичні картинки в стилістиці рококо («Поцілунок», «Наприкінці літа»). Звертався художник і до техніки літогафії, що отримала поширення у середині 19 ст.
Але на хвилі моди на національний фольклор звернувся до вивчення національних костюмів. Художник спілкувався і листувався німецькою, навіть обіцяв вивчити чеську (народну і нешляхетну на той час мову) до кінця життя, але народні костюми сприймав як свої. У нагоді стало і розвинене пластичне почуття митця, його художні здібності бачити красу у реальності і переносити її у власні твори і малюнки.
Замальовки народного вбрання не пропали. Один з ескізів Манеса був використаний при створенні «Диплома спадку святих Кирила і Мефодія», ініціатива створення котрого належала графові Сільва-Тарукка.

## Астрономічний годинник у місті Прага

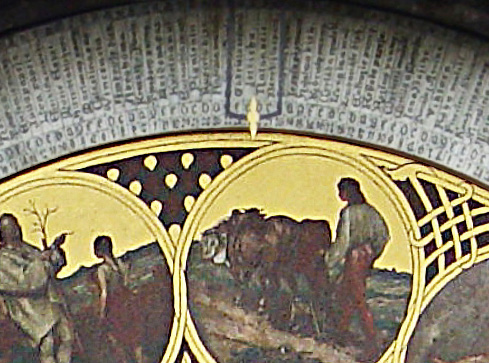
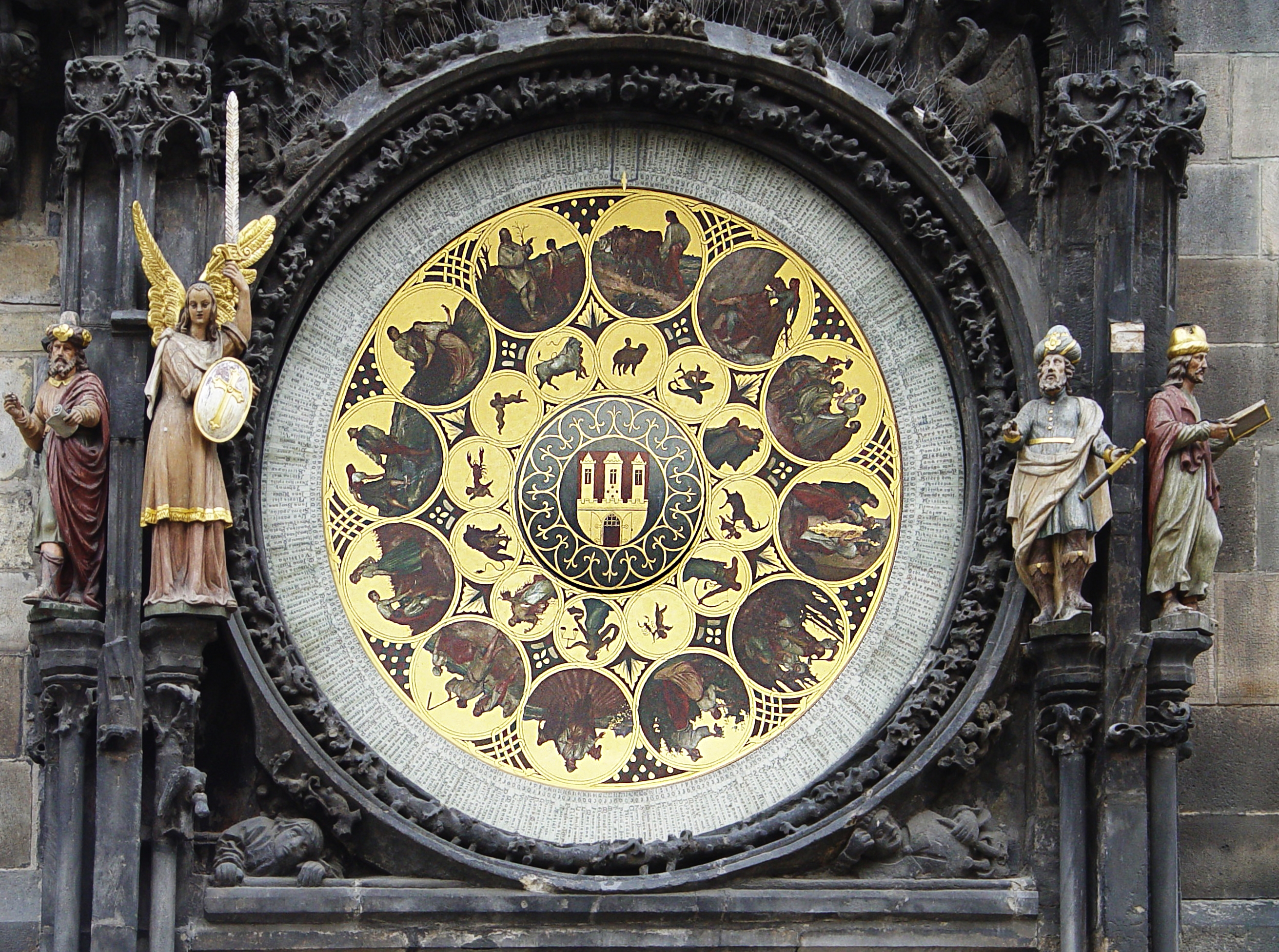
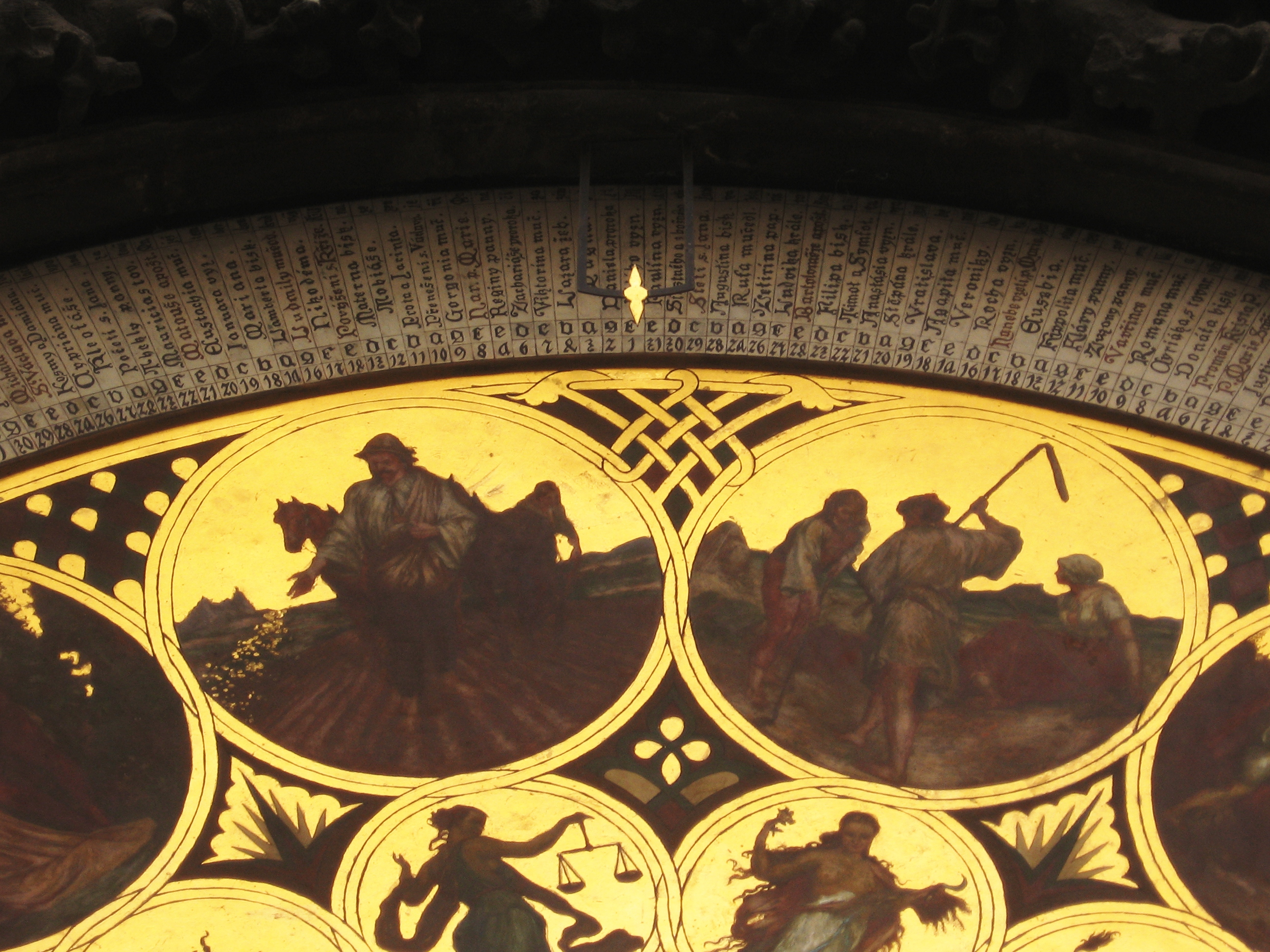

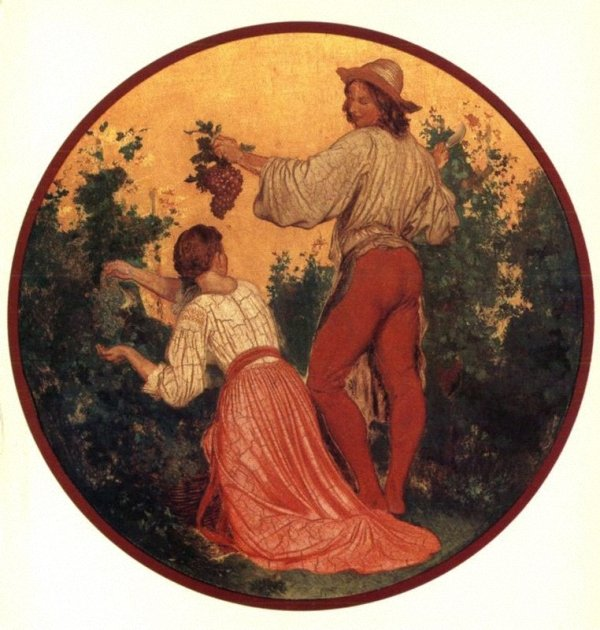
Оригінал роботи Й. Манеса «Збори винограду», з декору Празьких курантів. Історичний музей Праги.

Широко відомою загалу стала робота Йозефа Манеса з декорування Астрономічного годинника у місті Прага на фасаді Старої ратуші. Найдавніші деталі годинника на Старій ратуші у Празі датують 1410 роком, й були виготовлені годиникарями Мікулашем Каданом та Яном Шинделем. Ян Шиндель був також професором математики й астрономії у Карловому університеті.
У XVII столітті до оздоби Празьких курантів додали рухомі фігурки. Фігурки Апостолів були додані в ході капітального ремонту 1865—66 років.
Художник отримав замову на створення алегоричних зображень місяців року, котрі трактував як сценки сільськогосподарських робіт, пов'язаних з окремим місяцем. Ці сценки стануть найкращим надбанням у творчості митця, де художник майстерно використав узагальнення в малюванні, ракурси, колористичні здібності і здатність добре відтворювати пластичну красу людини. Кожній композиції відповідає знак зодіаку. Не всі сценки можна добре роздивитись на висоті. Це не зупинило художника, котрий працював добре як середньовічний майстер, що напружує власний талант заради спасіння душі і для доказів високої власної майстерності.
Невдовзі по смерті художника сценки передали у Історичний музей Праги, а на їх місце розмістили копії. Декілька періодів реставрації нічого не міняють у декорі Празьких курантів, котрі набули остаточної форми з років капітального ремонту 1865—66 років.

## Останні роки, хвороба і смерть
Навчання з 15-и років у академії прищепило художникові стилістику академізму. Риси ідеалізації особливо притаманні картинам з оголеною жіночою натурою (картини «Ранок» і «Вечір»), де художник старанно підганяв реальні жіночі фігури до вигаданого ідеалу. Форми, швидше приємні для ока, ніж відповідні реальності, притаманні і уславленій картині «Жозефіна» або «Чеська Мона Ліза».
Абсолютна стилістика академізму притаманна і композиції «Муза ліричної поезії» з її вигаданою фігурою музи і ідеальним пейзажем.
Останні роки художника пройшли у неспокої, хворобах і неупинному погіршенні здоров'я. Він мандрує країнами, але це не приносить спокою чи одужання. Відомо, що він звертався до різних лікарів. Чергового разу його почали лікувати опієм. Це розповсюджена практика лікарів другої половини 19 ст., коли на лікарів завантажили як невирішені проблеми самої лікувальної практики, так і проблеми суспільні (бідність, напівголодну юність і молодість більшості, погані житлові і виробничі умови, падіння моралі у містах). Пригнічений стан великого контингенту мешканців сіл і міст добре відтворений літераторами тої пори, серед котрих Олександр Купрін, Антон Чехов тощо.
За припущеннями, Йозеф Манес захворів на сифіліс, що дав ускладнення на мозок. Або мав подвійну хворобу сифілісу з менінгітом, що спричинило божевілля. Художник помер 1871 року.
Ніякі події його родинного життя чи його хвороби не стали у заваді визнати Йозефа Манеса видатним національним художником Чехії 19 ст. На честь Манеса у столиці Чехії встановлено монумент, його ім'я носять міст через річку Влтава і одна вулиця.

## Обрані твори художника

Йозеф Манес. Муза ліричної поезії, 1860 р.

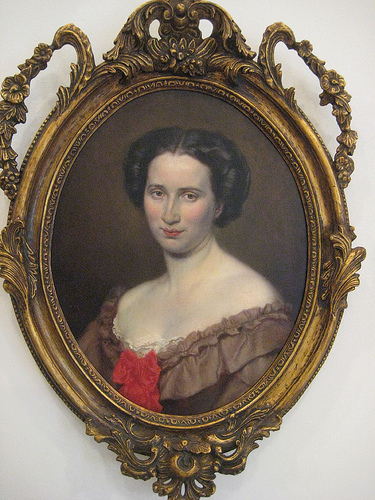
«Портрет Луїзи Бельської», 1857 р.
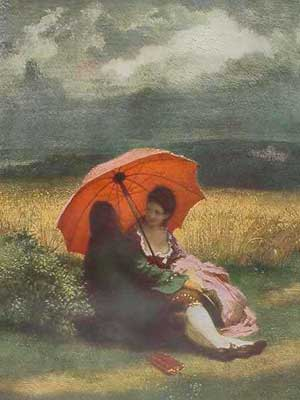
«Закохана пара під червоною парасолькою»
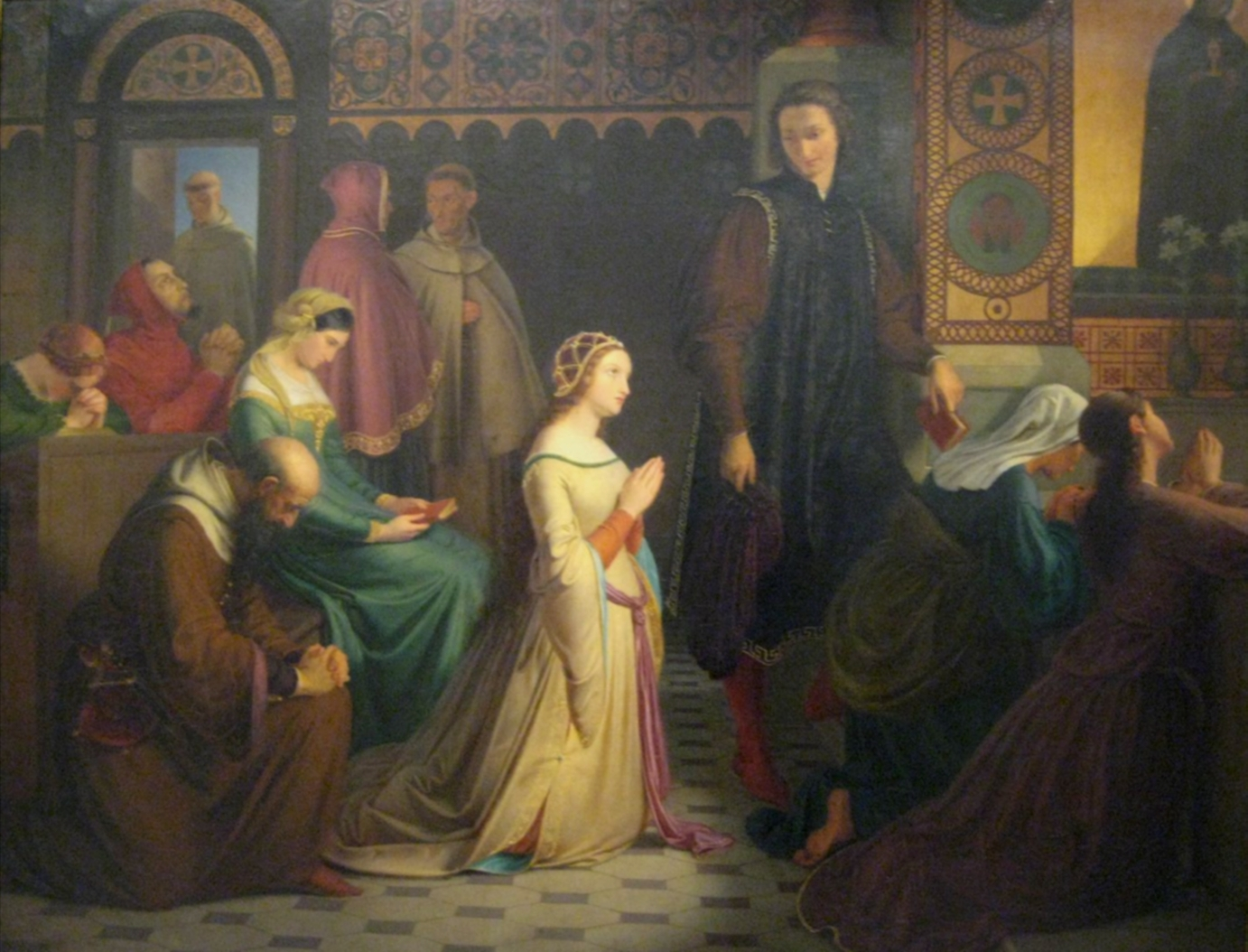
«Перша зустріч поета Петрарки з Лаурою в церкві», бл. 1846 р.
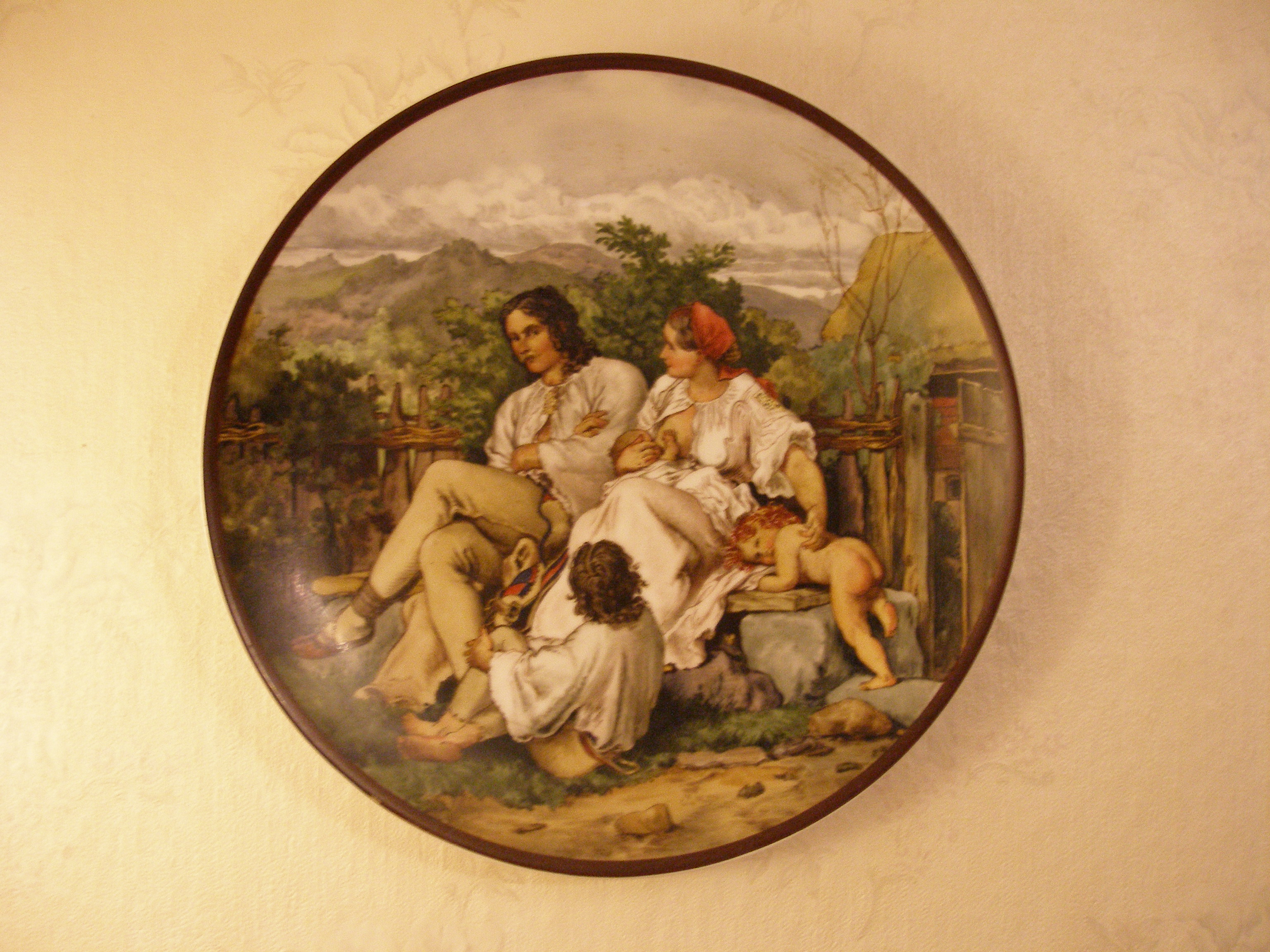
«Родина словаків з трьома дітьми»
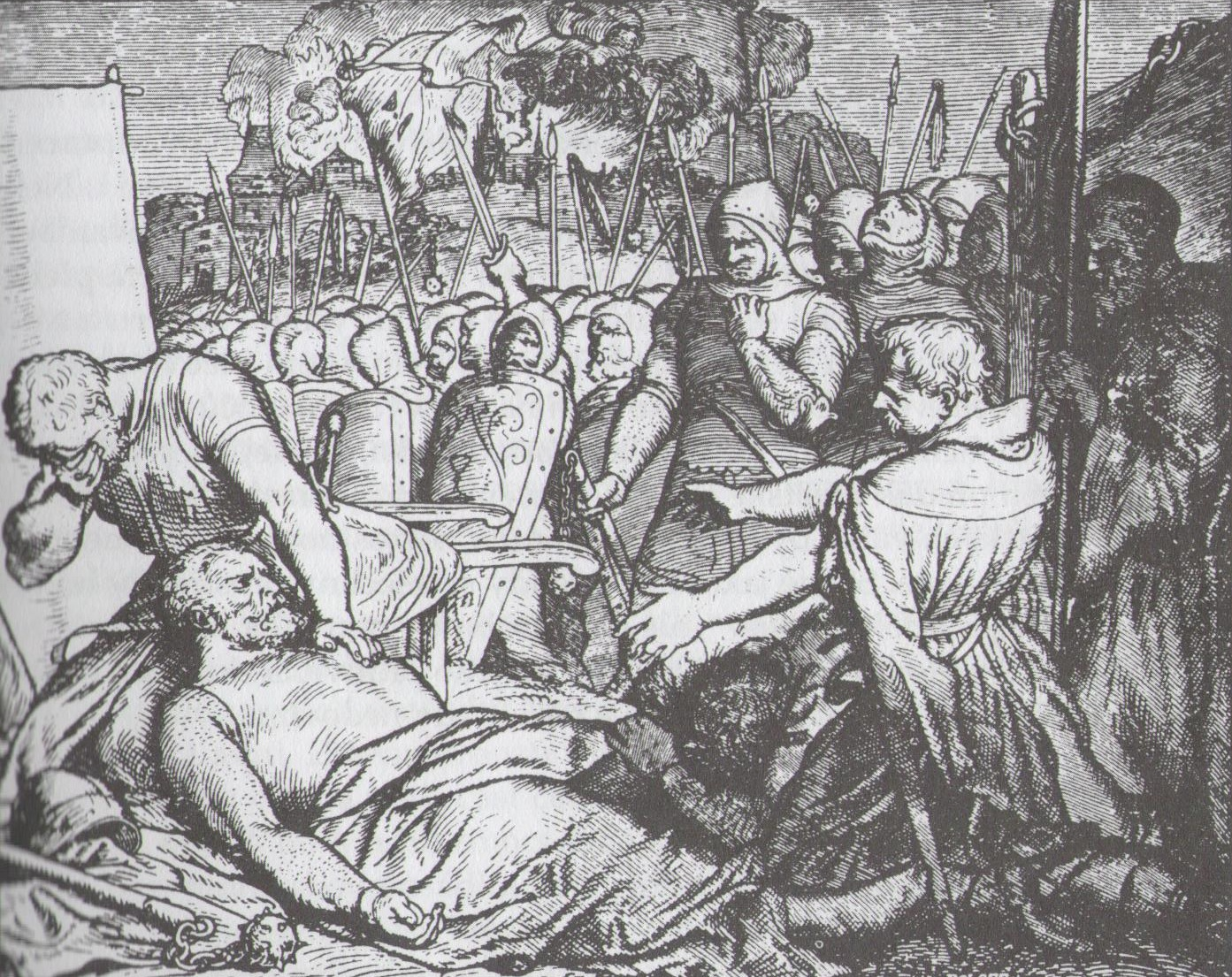
«Смерть Яна Жижки», гравюра за малюнком Й. Манеса.
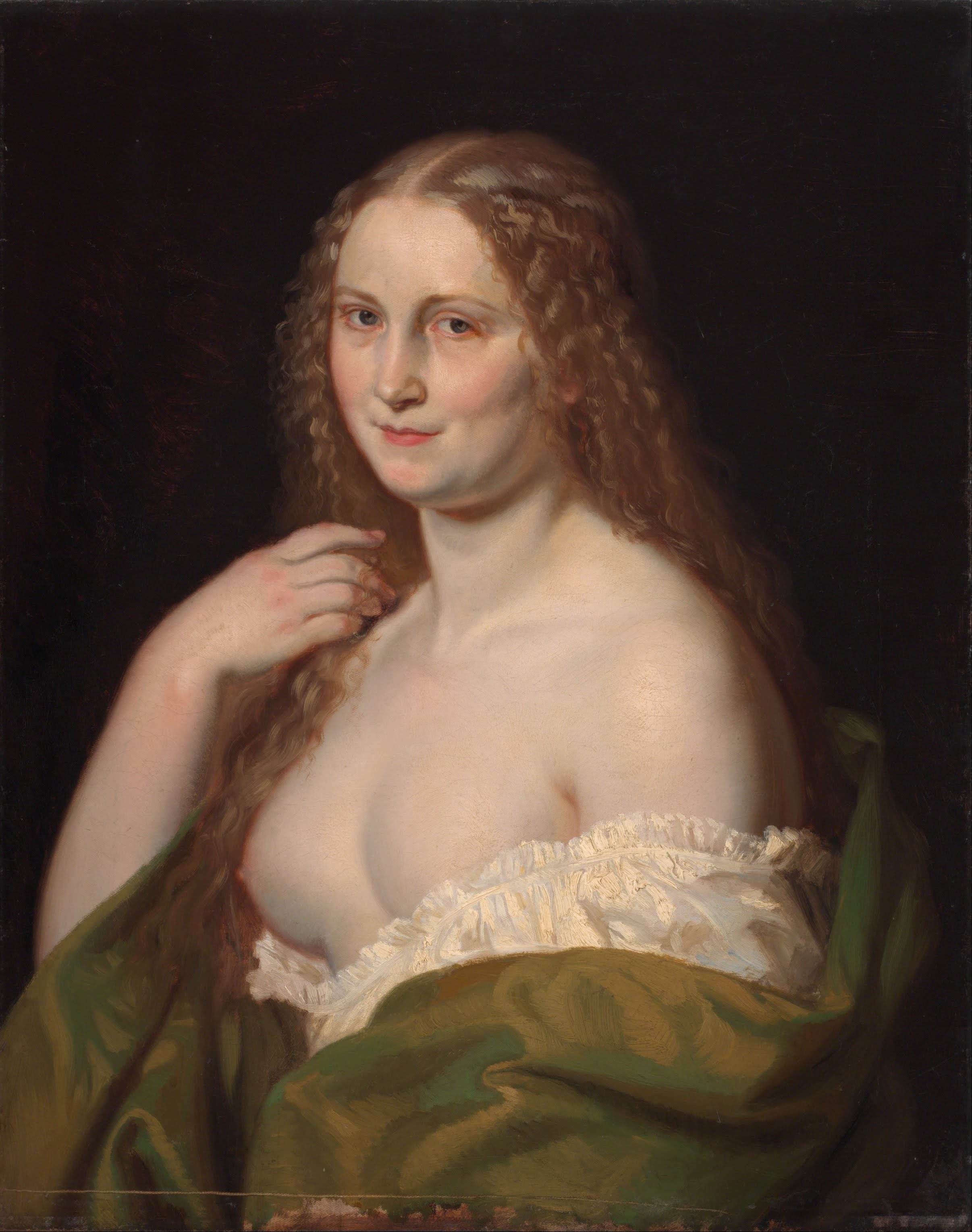
«Йозефіна» або «Чеська Мона Ліза»